# Alex Cox
Alexander Cox (Bebington, 15 dicembre 1954) è un regista, sceneggiatore, attore, conduttore televisivo, produttore cinematografico, saggista e broadcaster britannico.

## Filmografia

### Regista

#### Cinema
- Sleep Is for Sissies (1980) - cortometraggio
- Repo Man - Il recuperatore (Repo Man) (1984)
- Sid & Nancy (1986)
- Diritti all'inferno (Straight to Hell) (1987)
- Walker - una storia vera (Walker) (1987)
- El patrullero (1991)
- Death and the Compass (1992)
- Il vincitore (The Winner) (1996)
- Three Businessmen (1998)
- Kurosawa: The Last Emperor (1999) - documentario
- A Hard Look (2000) - documentario
- Revengers Tragedy (2002)
- Searchers 2.0 (2007)
- Repo Chick (2009)
- Bill, the Galactic Hero (2014)
- Tombstone Rashomon (2017)
- 27: El club de los malditos (2018)

#### Televisione
- Red Hot and Blue (1990) - film TV
- Mike Hama - Private Detective: Mike Hama Must Die! (2002) - film TV
- I'm a Juvenile Delinquent, Jail Me! (2004) - film TV

### Sceneggiatore
- Sleep Is for Sissies (1980) - cortometraggio
- Repo Man - Il recuperatore (Repo Man) (1984)
- Sid & Nancy (1986)
- Diritti all'inferno (Straight to Hell) (1987)
- Death and the Compass (1992)
- Paura e delirio a Las Vegas (Fear and Loathing in Las Vegas) (1998)
- A Hard Look (2000) - documentario
- Mike Hama - Private Detective: Mike Hama Must Die! (2002) - film TV
- The Myster General 2 (2004)
- Searchers 2.0 (2007)
- Repo Chick (2009)
- Straight to Hell Returns (2010)

### Attore
- Sleep Is for Sissies (1980) - cortometraggio
- The Strange Case of Mr. Donnybrook's Boredom (1981) - voce, cortometraggio
- Repo Man - Il recuperatore (Repo Man) (1984)
- Scarred (1984)
- Sid & Nancy (1986)
- Diritti all'inferno (Straight to Hell) (1987)
- Ore contate (Catchfire) (1990)
- El patrullero (1991)
- Death and the Compass (1992)
- Floundering (1994)
- Dead Beat (1994)
- La reina de la noche (1994)
- Il vincitore (The Winner) (1996)
- Perdita Durango (1997)
- Three Businessmen (1998)
- La ley de Herodes (1999)
- Revengers Tragedy (2002)
- Dominator (2003) - voce
- The Myster General 2 (2004)
- Rosuto (star) mai wei (2004)
- Rosario Tijeras (2005)
- Un mundo maravilloso (2006)
- Mad God(2021)

### Montatore
- Walker - una storia vera (1987)
- Searchers 2.0 (2007)
- Repo Chick (2009)

### Produttore
- RePossessed (2006) - documentario
- Repo Chick (2009)

### Saggi
- 10,000 Ways to Die (2008)
- X Films: True Confessions of a Radical Filmmaker (2008)

### Fumetti
- Waldo's Hawaiian Holiday (2006) - graphic novel
- Three Dead Princes (2010)